# Castellbisbal

Escut no oficial de Castellbisbal

Castellbisbal és un municipi de Catalunya situat a la comarca del Vallès Occidental. Està situat al marge esquerre del riu Llobregat, en la seva confluència amb la riera de Rubí.
L'origen del terme Castellbisbal prové de la unió dels termes "castell" i "bisbe".

## Geografia
- Llista de topònims de Castellbisbal (Orografia: muntanyes, serres, collades, indrets..; hidrografia: rius, fonts...; edificis: cases, masies, esglésies, etc).

És un municipi extens, en una àrea geogràficament abrupta, de tradició agrícola i actualment industrial, situat prop de nuclis de comunicació estratègics, cosa que ha afavorit l'aparició de nuclis de població dispersos, com urbanitzacions i nombrosos polígons industrials.
| Entitat de població                            | Habitants (2024) |
| Castellbisbal                                  | 7.953            |
| Can Santeugini                                 | 1.663            |
| Polígon residencial Comte de Sert              | 1.305            |
| Can Costa                                      | 1.093            |
| Costablanca                                    | 455              |
| Santa Teresita                                 | 251              |
| Can Nicolau de Dalt                            | 105              |
| Santa Rita                                     | 78               |
| les Casetes de Ca n’Oliveró                    | 26               |
| la Colònia del Carme                           | 21               |
| Polígon industrial Comte de Sert               | 15               |
| Polígon industrial Ca n'Esteper                | 0                |
| Polígon industrial de Sant Vicenç              | 0                |
| Polígon industrial Castellbisbal Sud           | 0                |
| Polígon Industrial del Llobregat               | 0                |
| Polígon industrial Can Cases del Riu           | 0                |
| Polígons industrials de Santa Rita i Agripina  | 0                |
| Polígons industrials de Can Galí i els Ferrers | 0                |
| Font: Idescat                                  |                  |

## Demografia
La proximitat a Barcelona i les bones comunicacions, unides a l'expansió territorial de l'Àrea Metropolitana de Barcelona han provocat un fort creixement demogràfic del municipi en els darrers anys, assolint la xifra d'12.965 el 2024.
| 1497 f | 1515 f | 1553 f | 1717 | 1787 | 1857  | 1877  | 1887  | 1900  | 1910  |
| ------ | ------ | ------ | ---- | ---- | ----- | ----- | ----- | ----- | ----- |
| 23     | 26     | 26     | 180  | 596  | 1.441 | 1.534 | 1.536 | 1.420 | 1.470 |

| 1920  | 1930  | 1940  | 1950  | 1960  | 1970  | 1981  | 1990  | 1992  | 1994  |
| ----- | ----- | ----- | ----- | ----- | ----- | ----- | ----- | ----- | ----- |
| 1.491 | 1.625 | 1.540 | 1.436 | 1.594 | 2.875 | 3.407 | 4.725 | 5.143 | 5.143 |

| 1996  | 1998  | 2000  | 2002  | 2004   | 2006   | 2008   | 2010   | 2012   | 2014   |
| ----- | ----- | ----- | ----- | ------ | ------ | ------ | ------ | ------ | ------ |
| 6.271 | 6.702 | 7.887 | 9.344 | 10.352 | 11.272 | 11.795 | 12.223 | 12.407 | 12.434 |

| 2016   | 2018   | 2020   | 2022   | 2024   | 2026 | 2028 | 2030 | 2032 | 2034 |
| ------ | ------ | ------ | ------ | ------ | ---- | ---- | ---- | ---- | ---- |
| 12.277 | 12.332 | 12.540 | 12.735 | 12.972 | -    | -    | -    | -    | -    |

## Història

### Prehistòria
Els habitants més antics dels quals es tenen proves de la seva existència en el terme que ara ocupa Castellbisbal, daten del 2000 aC. El 1953 es va produir un lliscament de terres que van deixar al descobert un parell d'esquelets i restes de ceràmica local cuita en foguera, que actualment es troben exposats al Museu de Molins de Rei.

### Època romana
Durant l'època romana va haver-hi dos assentaments. Un a la Riera de Salzes, on incineraven els cadàvers. I un altre al pla de confluència de la Riera de Rubí amb el riu Llobregat, on enterraven els morts sota tègules de terra cuita. A part, s'han trobat restes d'una pedrera a la urbanització de Comte de Sert, així com els traços de l'antiga Via Augusta, que vorejava el Riu Llobregat i el travessava pel pont del Diable.

### Edat mitjana
El poble es deia Ben Viure fins a la meitat del segle xii, llavors van començar a anomenar-lo Castell del Bisbe per ser feudatari de la seu barcelonina, d'on va derivar fins a l'època actual el nom de Castellbisbal.
El tercer document escrit en català després del Forum Iudicum i Les Homilíes d'Organyà és el Capbreu de les rendes, drets feudals i tributs, pertanyents al Bisbe de Barcelona en el Castell Bisbal en lo Llobregat, data de l'any 995 a 1010 dC i està dipositat en l'arxiu de la Catedral de Barcelona Liber Antiquitatis Ecclesie Cathedralis vol.IV, foli 69, doc. núm. 195. Aquest escrit ens parla de les rendes i tributs que havien de pagar els terratinents a l'episcopat de Barcelona (gallines, cames de carn salada, blat de moro... i una tercera part de l'herència que deixessin els difunts).
El 1051, el bisbe Gilabert de Barcelona ordenà reconstruir l'església parroquial, dotant-la d'un terme coincident amb el del castell termenat. Aquest temple el va destruir un incendi el 1167.
El primer senyor del castell, conegut, era de la família dels Castellvell, 1045. Ramon Beremon fou el primer dels Castellbisbal, 1137 i Arnau d'Orcau l'últim, 1472.
El rei Joan II lliurà el castell a la família Requesens, i mentre n'era senyora Mència, va manar construir l'actual temple de Sant Vicenç de Castellbisbal, 1580-1592. Convertits els senyors del castell en noblesa de palau, van anar a residir a la cort reial, allunyant-se dels senyorius. Altres senyors foren els Fajardo, 1650, els Álvarez de Toledo, 1727, i finalment la comtessa de Sobradiel, 1860.
El poble, amb els contractes de rabassa morta de finals del 1700, havia adquirit protagonisme. El terme va quedar dividit en 26 hisendes, cadascuna amb la corresponent casa pairal on residien els propietaris, mentre els treballadors rabassaires ho feien al poble. El 1790 Castellbisbal tenia 300 habitants; el 1847 arribava a 620; i el 1877 va créixer fins als 1.465.

### Època moderna

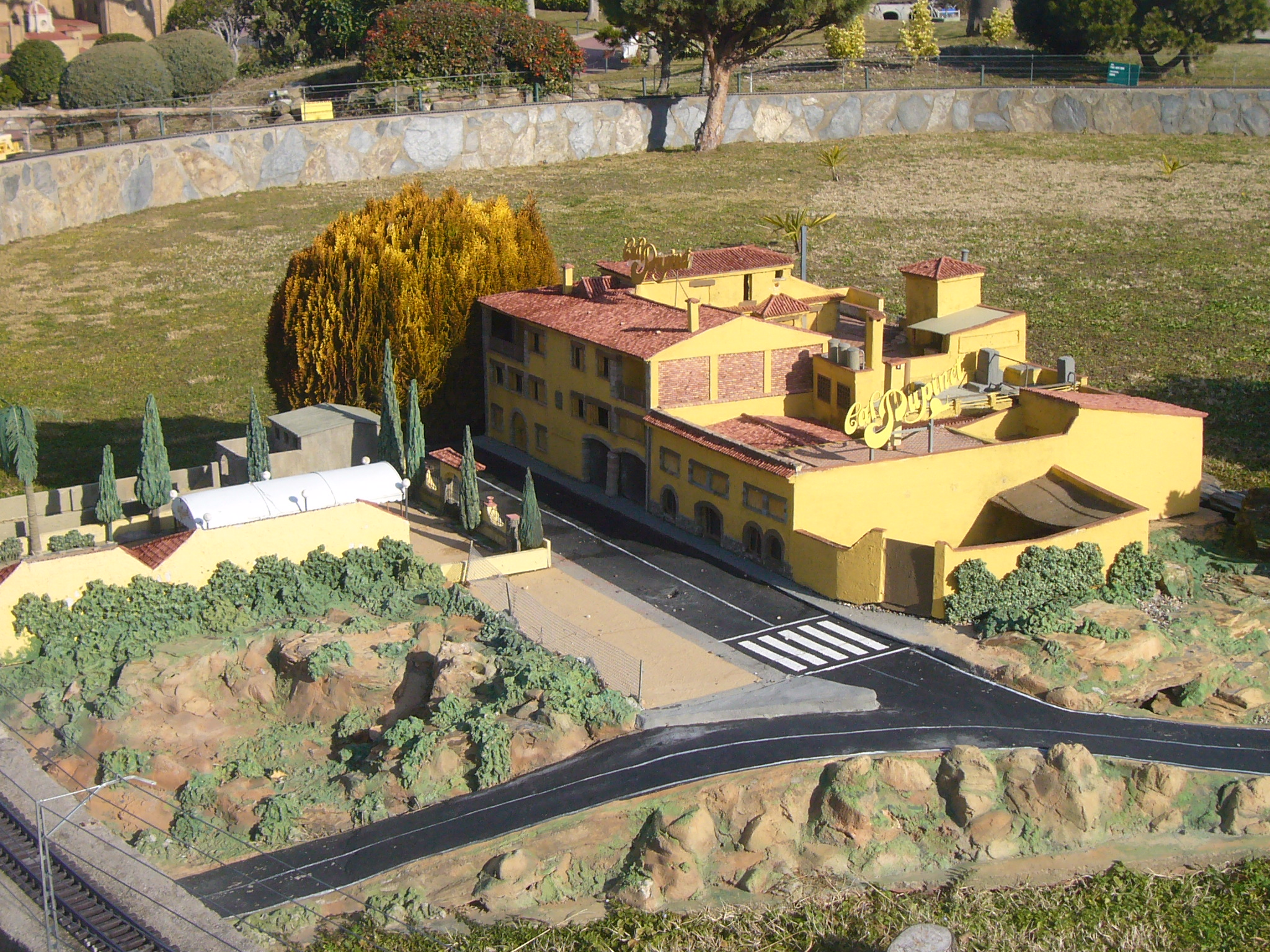
Maqueta a Catalunya en Miniatura de Cal Pupinet, a Castellbisbal

El 1860 el ferrocarril travessava el terme. Aquesta empenta la va frenar l'estrall de la fil·loxera que anorreà el terme i la gent hagué d'emigrar. Amb molt d'esforç van replantar la vinya.
Del 1900 fins a la Guerra civil espanyola el poble passa per una bona època i s'hi construeixen l'estació i la carretera, creen la companyia del gas, hi posen l'aigua corrent i l'enllumenat elèctric, funden el club de futbol, la fassina i instal·len el primer telèfon. També s'opera un canvi en el cultiu de la vinya i es planten camps de fruiters al secà i horts al regadiu. A més es comença a comerciar.
Durant els set mesos de la Guerra Civil, que se li va canviar el nom del poble pel de Fruiters. La postguerra resultà llarga i famolenca, amb la pèrdua d'associacions i costums.
Cap als anys 60 comença la industrialització del terme, l'arribada d'una gran quantitat d'immigrants espanyols i la fi de la pagesia.
Aquest creixement industrial ha continuat fins a l'actualitat, on a partir del 2000 la població immigrant de fora de l'estat espanyol ha crescut molt.

## Monuments destacats

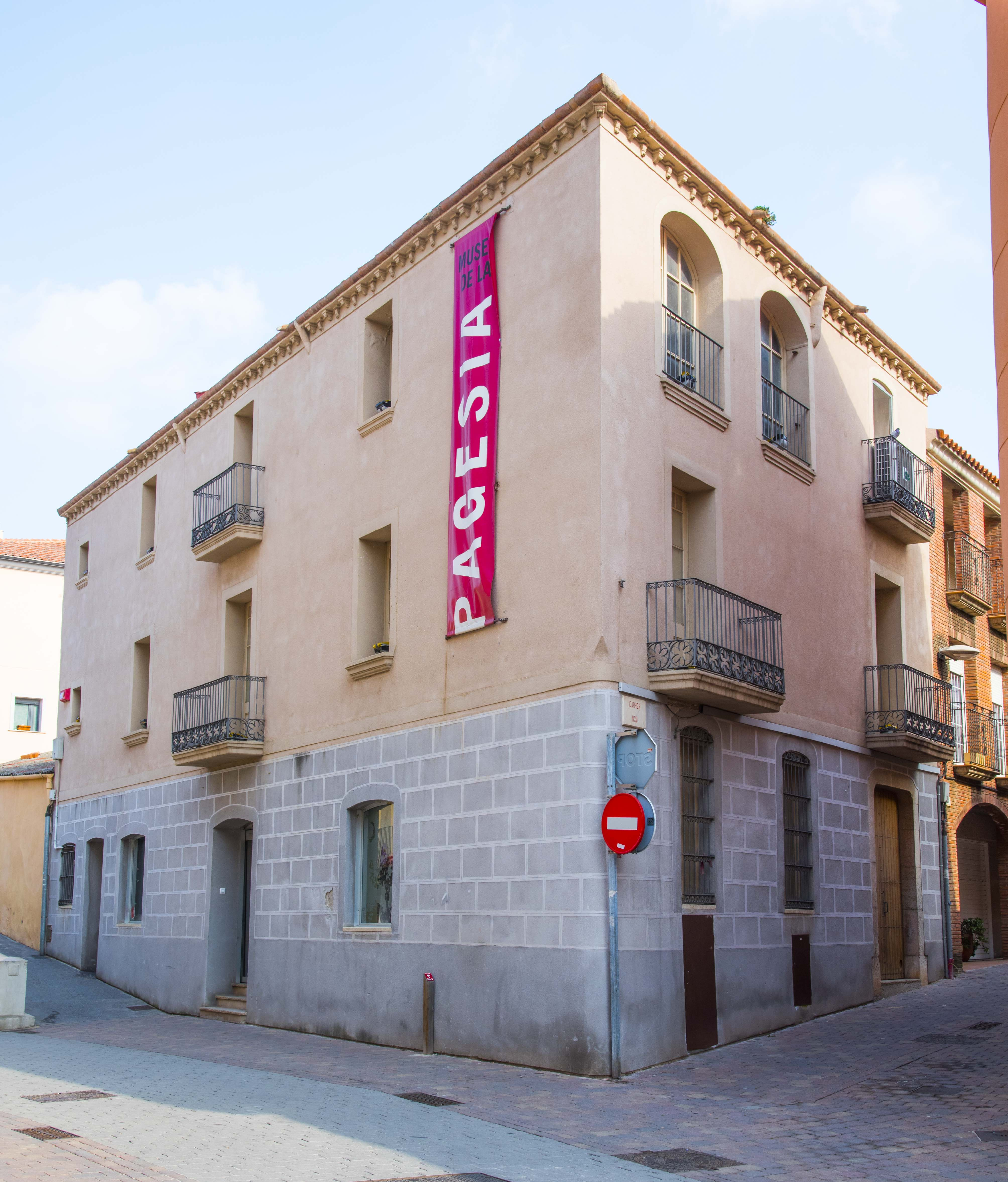
Seu del Museu de la Pagesia

Del municipi n'és conegut el Pont del Diable, que travessa el riu Llobregat entre els termes de Castellbisbal i Martorell a l'altura del nucli antic d'aquesta última localitat. L'actual es tracta d'una reconstrucció realitzada l'any 1963 d'un pont gòtic del 1289 (d'un sol arc per evitar les riuades), sobre una base romana. Formava part del calçat de la Via Augusta.
L'església de Sant Vicenç, datada del segle S.XVI.
A Can Pedrerol de Baix hi ha la capella de Sant Quintí
També cal destacar el Museu Municipal de la Pagesia.

## Transport i comunicacions
Per la població hi travessen l'autovia A-2 (Barcelona-Lleida) i l'AP-7 (o Autopista del Mediterrani).
Per ferrocarril, hi ha dues opcions:
- Les línies de Rodalies Renfe Operadora R4 (Sant Vicenç de Calders - Manresa) i R8 (Granollers Centre - Martorell) tenen parada a l'estació de Castellbisbal.

- La línia de FGC (Ferrocarrils de la Generalitat de Catalunya) té una parada dins el terme municipal, Martorell Vila | Castellbisbal. Aquesta estació queda dins la ruta de les línies S4 (Barcelona-Pl. Espanya) fins a Olesa de Montserrat i la S8 Barcelona (Pl. Espanya) fins a Martorell-Enllaç.

Tot i que no està previst construir-hi cap estació, l'AVE travessa el municipi. Les obres de la construcció de la línia han causat la mort de diversos treballadors i així mateix es van originar esllavissades prop de l'entorn de la urbanització Costablanca.

## Entitats

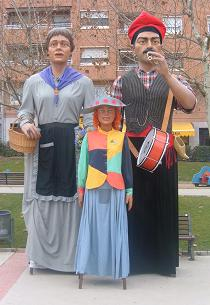
En Manel i na Vicenta, Gegants de Castellbisbal.

- Assemblea de joves de Castellbisbal[cal citació]
- Club Bàsquet Castellbisbal.[4]
- Club Korfbal Castellbisbal[5]
- Club Pati Castellbisbal[6]
- Dojo Budokan Castellbisbal[cal citació]
- Diables de Castellbisbal.[7]
- Esplai Gatzara[cal citació]
- Gegants de Castellbisbal
- Granja Garrafot[cal citació]
- Orquestra Clàssica Castellbisbal[cal citació]
- Casal de Joves l'Envelat[cal citació]
- Unió Esportiva de Castellbisbal (Futbol).[8]

## Festes
Castellbisbal celebra pel gener de cada any les Festes de Sant Vicenç
Castellbisbal ostenta la XXXII Ciutat Gegantera de Catalunya l’any 2019 i la XIII Fira del Món Geganter l’any 2021